# Korea Północna na Letniej Uniwersjadzie 2007
Koreę Północną na Letniej Uniwersjadzie w Bangkoku reprezentowało 53 zawodników. Korea zdobyła 7 medali (2 złote, 1 srebrny, 4 brązowe)

## Medale

### Złoto
- Kim Kum-ok – lekkoatletyka, maraton
- Drużyna piłkarek nożnych

### Srebro
- Choe Kum-hui, Hong In-sun – skoki do wody, synchronicznie wieża 10 m

### Brąz
- Jong Yong-ok – lekkoatletyka, maraton
- Jo Pun-hui – lekkoatletyka, 10000 metrów
- Choe Kyong-sil – judo, kategoria poniżej 57 kg
- Pak Yong-ryong, Kim Chol-jin – skoki do wody, synchronicznie wieża 10 m